# Colinas de Seelow
As Colinas de Seelow situam-se nas proximidades da cidade de Seelow, a cerca de 90 quilômetros a leste de Berlim, na Alemanha. Delas têm-se vista para o Oderbruch, a planície inundável a oeste do rio Oder, que fica a mais 20 quilômetros a leste. 
São também conhecidas como Portões de Berlim, porque a principal rota oriental para Berlim passa por elas.

## História

### Segunda Guerra Mundial
Durante o mês de abril de 1945, a Batalha das Colinas de Seelow viu alguns dos confrontos mais pesados da Segunda Guerra Mundial, entre os defensores alemães e os contra-atacantes soviéticos. Muitos ataques soviéticos pontuais foram retidos por remanescentes da Wehrmacht, mas o avanço soviético, sob o comando de Gueorgui Júkov, não pôde ser atrasado por muito tempo.  Depois de vários dias de intensos combates, os soviéticos conseguiram romper as defesas e abrir caminho para a capital alemã, iniciando a Batalha de Berlim.